# سارا گارنر
سارا گارنر (انگلیسی: Sarah Garner؛ زادهٔ ۲۱ مهٔ ۱۹۷۱) قایقران روئینگ اهل ایالات متحده آمریکا است.